# Licurgo Spinola
Licurgo Espinola Araújo, lepiej znany jako Licurgo Spinola (ur. 9 września 1966 w Palmas) – brazylijski aktor telewizyjny i filmowy. 

## Wybrana filmografia
- 1994: Você Decide
- 1995: Irmãos Coragem jako Clemente
- 1995: Historia miłości (História de Amor) jako lekarz
- 1996: O Campeão jako Renato Alcântara
- 1997: A Indomada jako Egídio Ferreira
- 1997: Sai de Baixo jako doktor Silverinha Jacó
- 1998: Anjo Mau jako Delegado Celso
- 1999: Suave Veneno jako Vanderlei
- 1999: Retrato de Um Artista com um 38 na Mão (Curta)
- 1999: Mulher jako Mário
- 1999-2000: Malhação jako Vítor Maia
- 2001: Brava Gente jako Padre Maximiliano
- 2002: O Quinto dos Infernos jako Fernão Almeida
- 2005-2006: Bang Bang jako Xerife Jordan
- 2006: Malhação jako Deodato
- 2006-2007: O Profeta jako dr Michel Garambone
- 2009: Oko cyklonu (The Eye of the Storm) jako Lucas Rios
- 2009: No Meu Lugar (Longa) jako Fernando
- 2007-2008: Malhação jako Félix Rios/Ernesto Ribeiro
- 2010: Tempos Modernos jako Avidal Lossaco
- 2010: Força-tarefa jako Paulo
- 2011: Amor e Revolução jako Rubens Batistelli
- 2013: Flor do Caribe jako komendant Franco Mantovani
- 2015: Dziesięć przykazań (Os Dez Mandamentos) jako Nun, ojciec Jozuego
- 2016: 220 Volts jako Guilherme
- 2016: Dziesięć przykazań (Os Dez Mandamentos) jako Num
- 2017: O Rico e o Lázaro jako Ezequiel